# Anna Jøsendal
Anna Langås Jøsendal (29 aprile 2001) è una calciatrice norvegese, attaccante dell'Hammarby e della nazionale norvegese.

## Carriera

### Nazionale
Nel 2022 è stata convocata dalla nazionale norvegese per gli Europei.

## Palmarès

### Club
- Coppa di Norvegia: 1

Avaldsnes: 2017
- Coppa di Svezia: 1

Hammarby: 2024-2025